# Padang Limau Sundai
Padang Limau Sundai is een bestuurslaag in het regentschap Solok Selatan van de provincie West-Sumatra, Indonesië. Padang Limau Sundai telt 991 inwoners (volkstelling 2010).